# تانک سبک ام‌کی ۶
تانک سبک ام‌کی ۶ (به انگلیسی: Light Tank Mk VI) یک تانک سبک بریتانیایی تولید شرکت ویکرز-آرمسترانگز در اواخر دهه ۱۹۳۰ بود که در جنگ جهانی دوم به کار گرفته شد.

## طراحی و تاریخچه عملیاتی

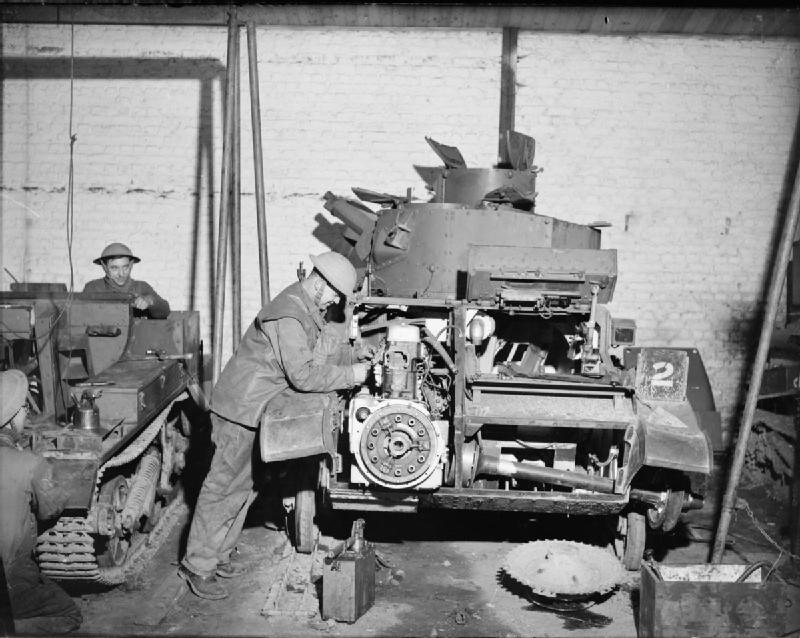
تانک سبک ام‌کی ۶

تانک سبک ام‌کی ۶ ششمین نمونه از تانک‌های سبک تولیدی شرکت ویکرز بود. این تانک‌ها از نفربر کاردن-لوید توسعه یافتند. ام‌کی ۶ نمونه بهبود یافته ام‌کی ۵ به حساب می‌آمد که برخی جزئیات در آن تغییر کرده بود. در این تانک همانند نمونه پیشین از دو مسلسل ۳۰۳. و ۵۰. ویکرز به عنوان تسلیحات در یک برجک دو نفره استفاده شد. اواخر تولید انواع مسلسل بسا با کالیبرهای ۷٫۹۲ و ۱۵ میلی‌متر جای مسلسل ۵۰. را گرفت. تسلیحات جدید قدرتمندتر بودند اما دقت آتش کمتری داشتند. پیش‌ران در طرف راست و برجک مقداری به سمت چپ قرار می‌گرفت. راننده در جلو سمت چپ می‌نشست و جایگاه فرمانده و توپچی\بیسیم‌چی در برجک بود. در این تانک بیسیم قدیمی شماره ۱ با نمونه جدیدتر شماره ۷ جایگزین گردید که در پشت برجک نصب می‌شد.
مدل بی تانک سبک ام‌کی ۶ پر شمارترین تانک نیروهای بریتانیایی در نبرد فرانسه در جریان جنگ جهانی دوم در سال ۱۹۴۰ بود. با وجود این که صرفاً مناسب عملیات شناسایی بودند، از آن‌ها به عنوان تانک رزمی استفاده شد که نتیجتاً به از دست رفتن تعداد زیادی از آن‌ها منجر گشت.